# Helius quadrifidus
Helius quadrifidus är en tvåvingeart som beskrevs av Alexander 1926. Helius quadrifidus ingår i släktet Helius och familjen småharkrankar. Inga underarter finns listade i Catalogue of Life.